# Asparagus racemosus
Asparagus racemosus (satavar, shatavari, o shatamull) es una especie de planta medicinal de la familia de las asparagáceas. Es originaria de la India

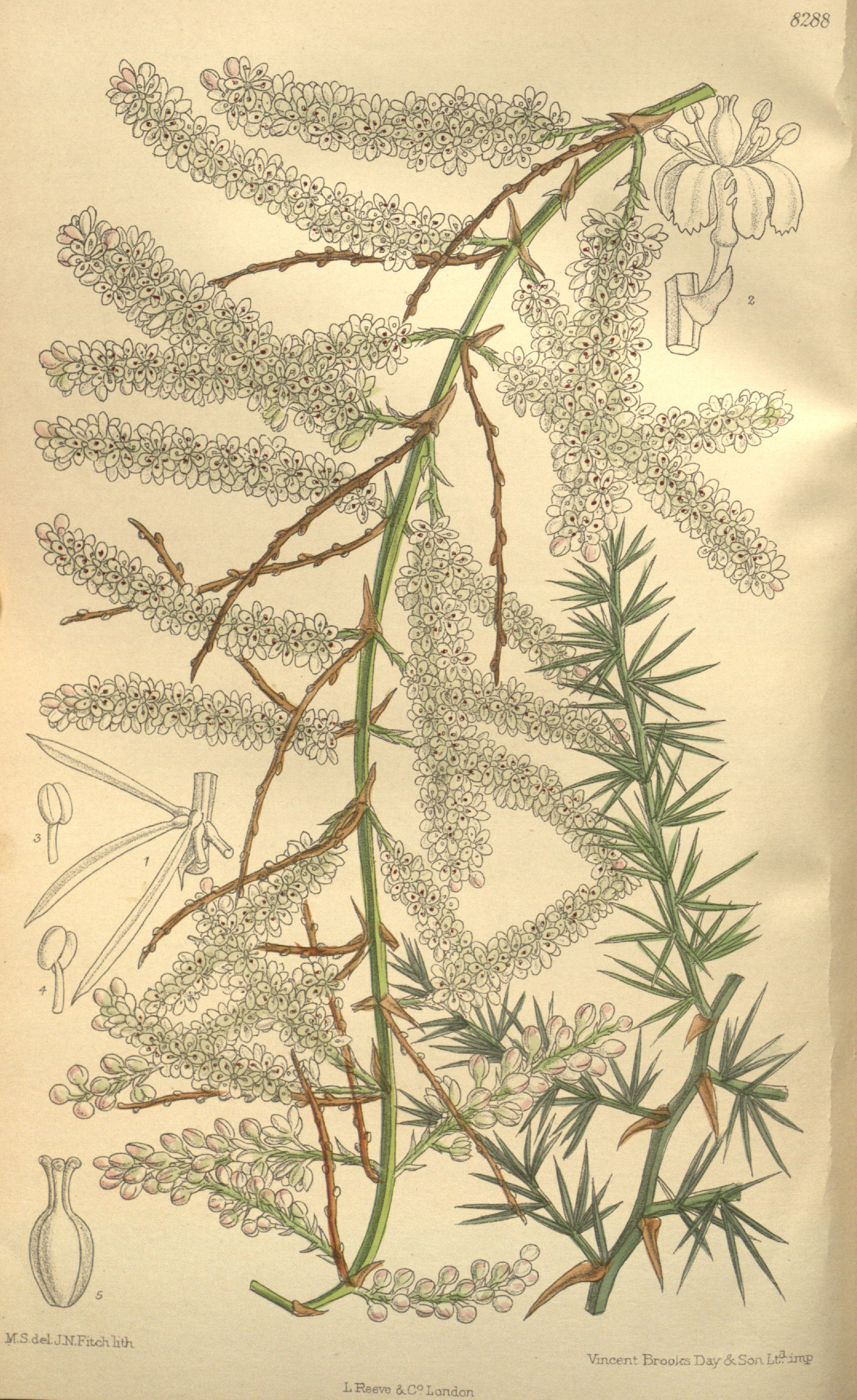
Ilustración

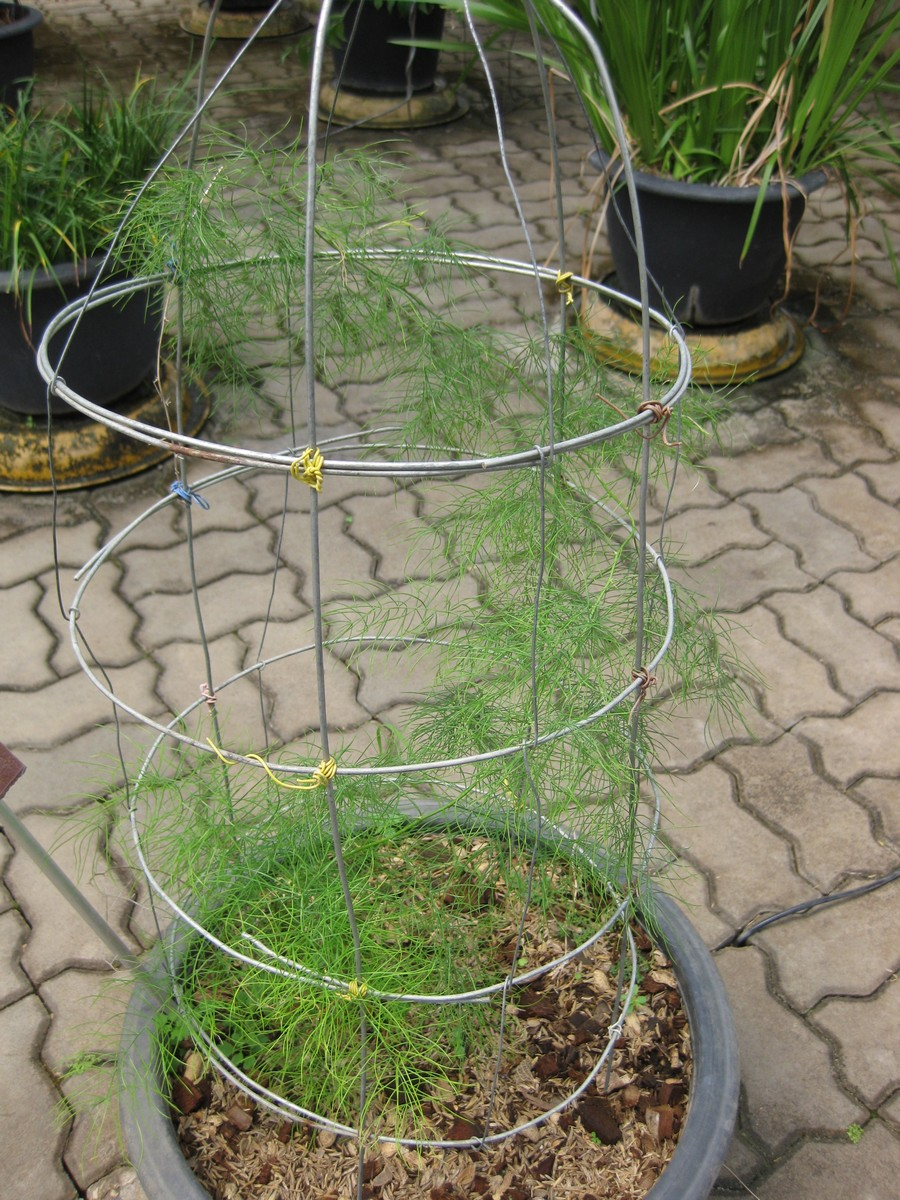
Vista de la planta

## Descripción
Es una planta trepadora que alcanza de uno a dos metros de altura, es común en toda la India y el Himalaya. Prefiere enraizar en grava, suelos rocosos, en lo alto de los piedemontes desde 1.300 a 1.400 m s. n. m. Se describe botánicamente en 1799.
Satavar tiene las hojas aciculares, de color verde brillante. Florece en julio con diminutas flores blancas  y en septiembre da frutos de color púrpura-negruzco, en forma de bayas globulares.
Tiene un sistema de raíces adventicias, con raíces tuberosas que miden alrededor de un metro de longitud y puede tener, por cada planta alrededor de un centenar.

## Taxonomía
Asparagus racemosus fue descrita por  Carl Ludwig Willdenow y publicado en Species Plantarum. Editio quarta 2: 152. 1799.
Etimología
Ver: Asparagus
racemosus; epíteto, con ramificaciones 
Sinonimia
| - Asparagopsis abyssinica Kunth - Asparagopsis acerosa Kunth - Asparagopsis brownei Kunth - Asparagopsis decaisnei Kunth - Asparagopsis floribunda Kunth - Asparagopsis hohenackeri Kunth - Asparagopsis javanica Kunth - Asparagopsis retrofracta Schweinf. ex Baker - Asparagopsis sarmentosa Dalzell & A.Gibson - Asparagopsis subquadrangularis Kunth | - Asparagus acerosus Roxb. - Asparagus dubius Decne. - Asparagus fasciculatus R.Br. - Asparagus jacquemontii Baker - Asparagus penduliflorus Zipp. ex Span. - Asparagus stachyoides Spreng. ex Baker - Asparagus tetragonus Bresler - Asparagus zeylanicus (Baker) Hook.f. - Protasparagus jacquemontii (Baker) Kamble - Protasparagus racemosus (Willd.) Oberm. - Protasparagus zeylanicus (Hook.f.) Kamble |